# خوان اچانوبه
خوان اِچانوبه (اسپانیایی: Juan Echanove‎) بازیگر اهل اسپانیا است.
از فیلم‌ها یا مجموعه‌های تلویزیونی که وی در آن‌ها نقش داشته‌است، می‌توان به پیاده‌روی کنید، گل اسرار من، آلاتریست، مانولت، وسوسه‌ام نکن و یک گام به پیش اشاره نمود.